# Wolfschlugen
Wolfschlugen település Németországban, azon belül Baden-Württembergben. Lakosainak száma 6412 fő (2023. december 31.).

## Népesség
A település népessége az elmúlt években az alábbi módon változott:
| Lakosok száma | 2728 | 3356 | 4142 | 4894 | 5233 | 5556 | 6082 | 6296 | 6226 | 6412 |
|               | 1961 | 1967 | 1974 | 1980 | 1987 | 1993 | 2000 | 2006 | 2013 | 2023 |